# Li Jue (Dynastie Han)
Pour les articles homonymes, voir Li Jue et Jue.
Li Jue (? - 197/avril 198) (prononciaton : Bi-Djeu)  servit Dong Zhuo depuis ses débuts lors de la repression de la rébellion de la Province de Liang et lors des combats de la campagne déclenchée contre lui,  jusqu'à son assassinat. 
Avec plusieurs autres généraux, il tua le commanditaire indirect du meurtre, Wang Yun, puis capturent l'empereur Xiandi et prennent le contrôle du gouvernement. Mais sa direction despotique lui valut d'être considéré comme le successeur de Dong Zhuo. Désireux de mettre un terme à ce règne, Yang Biao pousse Li Jue et son ami Guo Si à s'affronter en duel. Moins adroit que son adversaire, Li Jue est rapidement vaincu. 
En avril 198, le chef de guerre Cao Cao qui désormais contrôle l'empereur, a envoyé un émissaire pour inciter les seigneurs de la guerre de l'Ouest à se soumettre. Il envoya une missive à un subordonné de Li Jue, nommé Duan Wei, d'attaquer Chang'An. Là, Li Jue et son clan furent détruits.